# Tournoi de clôture du championnat du Salvador de football 2012
Navigation
Saison précédente Saison suivante
Le Tournoi Clausura 2012 est le vingt-huitième tournoi saisonnier disputé au Salvador.
C'est cependant la 75e fois que le titre de champion du Salvador est remis en jeu.
Lors de ce tournoi, l'AD Isidro-Metapan a tenté de conserver son titre de champion du Salvador face aux neuf meilleurs clubs salvadoriens.
Chacun des dix clubs participant était confronté deux fois aux neuf autres équipes. Puis les quatre meilleurs se sont affrontés lors d'une phase finale à la fin du tournoi.
Seulement une place était qualificative pour la Ligue des champions de la CONCACAF.

## Les 10 clubs participants
Ce tableau présente les dix équipes qualifiées pour disputer le championnat 2011-2012. On y trouve le nom des clubs, le nom des stades dans lesquels ils évoluent ainsi que la capacité et la localisation de ces derniers.
| \| CD Águila Alianza FC CD Atlético Marte Univ. El Salvador Club Deportivo FAS Juventud Independiente AD Isidro-Metapan CD Luis Ángel Firpo Once Municipal CD Vista Hermosa \| Localisation des clubs engagés dans le championnat. |
| CD Águila Alianza FC CD Atlético Marte Univ. El Salvador Club Deportivo FAS Juventud Independiente AD Isidro-Metapan CD Luis Ángel Firpo Once Municipal CD Vista Hermosa                                                           |

| Club                          | Stade                        | Capacité | Ville                |
| CD Águila                     | Stade Juan Francisco Barraza | 10 000   | San Miguel           |
| Alianza FC                    | Stade Cuscatlán              | 45 925   | San Salvador         |
| Club Deportivo FAS            | Stade Oscar Quiteño          | 15 000   | Santa Ana            |
| Juventud Independiente        | Complejo Municipal           | 5 000    | Opico                |
| AD Isidro-Metapan             | Stade Jorge Calero Suárez    | 8 000    | Metapán              |
| CD Luis Ángel Firpo           | Stade Sergio Torres          | 5 000    | Usulután             |
| CD Atlético Marte             | Stade Cuscatlán              | 45 925   | San Salvador         |
| Once Municipal                | Stade Simeón Magaña          | 5 000    | Ahuachapán           |
| CD Universidad de El Salvador | Stade Universitario UES      | 10 000   | San Salvador         |
| CD Vista Hermosa              | Stade Correcaminos           | 12 000   | San Francisco Gotera |

## Compétition
Le tournoi Clausura se déroule de la même façon que le tournoi saisonnier précédent, en deux phases :
- La phase de qualification : les dix-huit journées de championnat.
- La phase finale : les matchs aller-retour allant des demi-finales à la finale.

### Phase de qualification
Lors de la phase de qualification les dix équipes affrontent à deux reprises les neuf autres équipes selon un calendrier tiré aléatoirement.
Les quatre meilleures équipes sont qualifiées pour les demi-finales.
Le classement est établi sur le barème de points classique (victoire à 3 points, match nul à 1, défaite à 0).
Le départage final se fait selon les critères suivants :
- Le nombre de points.
- La différence de buts générale.
- Le nombre de buts marqué.

#### Classement
| Rang | Équipe                        | Pts | J  | G  | N | P | Bp | Bc | Diff |
| ---- | ----------------------------- | --- | -- | -- | - | - | -- | -- | ---- |
| 1    | AD Isidro-Metapan (T)         | 38  | 18 | 10 | 8 | 0 | 34 | 15 | +19  |
| 2    | CD Águila                     | 29  | 18 | 9  | 2 | 7 | 28 | 18 | +10  |
| 3    | CD Luis Ángel Firpo           | 28  | 18 | 7  | 7 | 4 | 30 | 23 | +7   |
| 4    | Club Deportivo FAS            | 27  | 18 | 6  | 9 | 3 | 24 | 23 | +1   |
| 5    | Once Municipal                | 27  | 18 | 7  | 6 | 5 | 25 | 13 | +12  |
| 6    | Juventud Independiente (P)    | 25  | 18 | 6  | 7 | 5 | 31 | 24 | +7   |
| 7    | CD Universidad de El Salvador | 19  | 18 | 5  | 4 | 9 | 24 | 36 | -12  |
| 8    | CD Atlético Marte             | 17  | 18 | 4  | 5 | 9 | 17 | 29 | -12  |
| 9    | Alianza FC                    | 15  | 18 | 3  | 6 | 9 | 25 | 40 | -15  |
| 10   | CD Vista Hermosa              | 15  | 18 | 3  | 6 | 9 | 17 | 34 | -17  |

| Légende : Qualifications et relégations | Légende : Qualifications et relégations                  |
| --------------------------------------- | -------------------------------------------------------- |
|                                         | Qualifié pour les demi-finales                           |
|                                         | (T) : Tenant du titre (P) : Promu de la saison 2010-2011 |

#### Matchs
| Résultats (▼dom., ►ext.)                                   | Agu | Ali | Mar | FAS | Isi | Ind | Lui | Onc | Uni | Vis |
| CD Águila                                                  |     | 2-0 | 5-0 | 2-0 | 1-0 | 0-1 | 2-2 | 1-0 | 1-3 | 5-0 |
| Alianza FC                                                 | 1-3 |     | 1-0 | 2-2 | 3-3 | 2-2 | 2-1 | 1-1 | 2-4 | 1-2 |
| CD Atlético Marte                                          | 0-2 | 2-3 |     | 0-1 | 0-4 | 0-2 | 1-2 | 1-0 | 2-1 | 4-1 |
| Club Deportivo FAS                                         | 2-0 | 3-0 | 1-1 |     | 2-2 | 1-1 | 1-0 | 2-1 | 4-1 | 1-1 |
| CD Luis Ángel Firpo                                        | 1-1 | 4-4 | 0-0 | 3-0 |     | 2-4 | 1-0 | 1-0 | 2-1 | 2-1 |
| AD Isidro-Metapan                                          | 4-1 | 3-0 | 1-1 | 1-1 | 2-1 |     | 4-1 | 1-0 | 1-0 | 3-1 |
| Juventud Independiente                                     | 2-1 | 3-0 | 4-2 | 1-1 | 0-0 | 1-1 |     | 2-2 | 5-0 | 2-0 |
| Once Municipal                                             | 1-0 | 2-1 | 0-0 | 5-0 | 0-0 | 0-0 | 2-1 |     | 4-1 | 3-0 |
| CD Universidad de El Salvador                              | 1-0 | 2-1 | 0-2 | 1-1 | 3-4 | 1-1 | 2-2 | 1-1 |     | 0-2 |
| CD Vista Hermosa                                           | 0-1 | 1-1 | 1-1 | 1-1 | 1-0 | 2-2 | 2-2 | 0-3 | 1-2 |     |
| - Victoire à domicile - Match nul - Victoire à l'extérieur |     |     |     |     |     |     |     |     |     |     |

### Classement cumulatif
| Rang | Équipe                        | Pts | J  | G  | N  | P  | Bp | Bc | Diff |
| ---- | ----------------------------- | --- | -- | -- | -- | -- | -- | -- | ---- |
| 1    | AD Isidro-Metapan (C)         | 74  | 36 | 21 | 11 | 4  | 66 | 36 | +30  |
| 2    | Club Deportivo FAS            | 59  | 36 | 15 | 14 | 7  | 48 | 40 | +8   |
| 3    | CD Águila (C)                 | 58  | 36 | 17 | 7  | 12 | 62 | 44 | +18  |
| 4    | Once Municipal                | 57  | 36 | 15 | 12 | 9  | 54 | 33 | +21  |
| 5    | CD Luis Ángel Firpo           | 57  | 36 | 15 | 12 | 9  | 60 | 49 | +11  |
| 6    | Juventud Independiente (P)    | 42  | 36 | 11 | 9  | 16 | 49 | 54 | -5   |
| 7    | CD Atlético Marte             | 40  | 36 | 10 | 10 | 16 | 36 | 48 | -12  |
| 8    | Alianza FC                    | 39  | 36 | 9  | 12 | 15 | 43 | 57 | -14  |
| 9    | CD Universidad de El Salvador | 33  | 36 | 7  | 12 | 17 | 39 | 65 | -26  |
| 10   | CD Vista Hermosa              | 25  | 36 | 4  | 13 | 19 | 28 | 59 | -31  |

| Légende : Qualifications et relégations | Légende : Qualifications et relégations                                              |
| --------------------------------------- | ------------------------------------------------------------------------------------ |
|                                         | Ligue des champions de la CONCACAF 2012-2013 (Phase de groupes)                      |
|                                         | Relégué en Segunda División                                                          |
|                                         | (C) : Vainqueur d'un des deux tournois de l'année (P) : Promu de la saison 2010-2011 |

### La phase finale
Les quatre équipes qualifiées sont réparties dans le tableau final d'après leur classement général.
En cas d'égalité lors des demi-finales, c'est l'équipe la mieux classée qui se qualifie. Par contre lors de la finale, si les deux équipes sont à égalité, des prolongations puis une séance de tirs au but ont lieu.

#### Tableau
|  | 1/2 finale          | 1/2 finale          | 1/2 finale | 1/2 finale | 1/2 finale | 1/2 finale        |                   |     | Finale | Finale | Finale | Finale | Finale |  |
|  |                     |                     |            |            |            |                   |                   |     |        |        |        |        |        |  |
|  |                     |                     |            |            |            |                   |                   |     |        |        |        |        |        |  |
|  |                     |                     |            |            |            |                   |                   |     |        |        |        |        |        |  |
|  | AD Isidro-Metapan   | AD Isidro-Metapan   | (1)        | 0          | 3          |                   |                   |     |        |        |        |        |        |  |
|  | AD Isidro-Metapan   | AD Isidro-Metapan   | (1)        | 0          | 3          |                   |                   |     |        |        |        |        |        |  |
|  | Club Deportivo FAS  | Club Deportivo FAS  | (4)        | 2          | 0          |                   |                   |     |        |        |        |        |        |  |
|  | Club Deportivo FAS  | Club Deportivo FAS  | (4)        | 2          | 0          | AD Isidro-Metapan | AD Isidro-Metapan | (1) | 1      |        |        |        |        |  |
|  |                     |                     |            |            |            |                   | AD Isidro-Metapan | (1) | 1      |        |        |        |        |  |
|  |                     | CD Águila           | CD Águila  | (2)        | 2          |                   |                   |     |        |        |        |        |        |  |
|  | CD Águila           | CD Águila           | CD Águila  | (2)        | 2          | (2)               | 4                 | 1   |        |        |        |        |        |  |
|  | CD Águila           | CD Águila           |            |            |            | (2)               | 4                 | 1   |        |        |        |        |        |  |
|  | CD Luis Ángel Firpo | CD Luis Ángel Firpo | (3)        | 0          | 2          |                   |                   |     |        |        |        |        |        |  |
|  | CD Luis Ángel Firpo | CD Luis Ángel Firpo | (3)        | 0          | 2          |                   |                   |     |        |        |        |        |        |  |

#### Demi-finales
| Club              | Aller | Retour | Club                | Commentaire |
| AD Isidro-Metapan | 0-2   | 3-0    | Club Deportivo FAS  |             |
| CD Águila         | 4-0   | 1-2    | CD Luis Ángel Firpo |             |

#### Finale
| 6 mai 2012 | AD Isidro-Metapan | 1:2   | CD Águila                                   | Stade Cuscatlán          |                          |
|            | Ramón Sánchez 78e | (0:1) | Osael Romero 38e (pen.) · Nicolas Muñoz 70e | Arbitrage : Joel Aguilar | Arbitrage : Joel Aguilar |
|            | Rapport           |       |                                             | Arbitrage : Joel Aguilar | Arbitrage : Joel Aguilar |

## Bilan du tournoi
| Tableau d'Honneur     |           |
| Compétition           | Vainqueur |
| Tournoi Clausura 2012 | CD Águila |

| Qualifications continentales 2012-2013 |                              |
| Ligue des champions                    | Qualifiés                    |
| Phase de groupes                       | CD Águila Club Deportivo FAS |

| Promotions et relégations   |                  |
| Relégué en Segunda División | CD Vista Hermosa |
| Promu de Segunda División   | Santa Tecla FC   |

## Statistiques

### Buteurs
| Rang | Nom               | Équipe                 | Buts |
| 1    | Nicolás Muñoz     | CD Águila              | 12   |
| 1    | Anel Canales      | Luis Ángel Firpo       | 12   |
| 3    | Juan Carlos Reyes | Juventud Independiente | 10   |
| 4    | 6 joueurs         | 6 joueurs              | 7    |